# Rencontres d’Arles

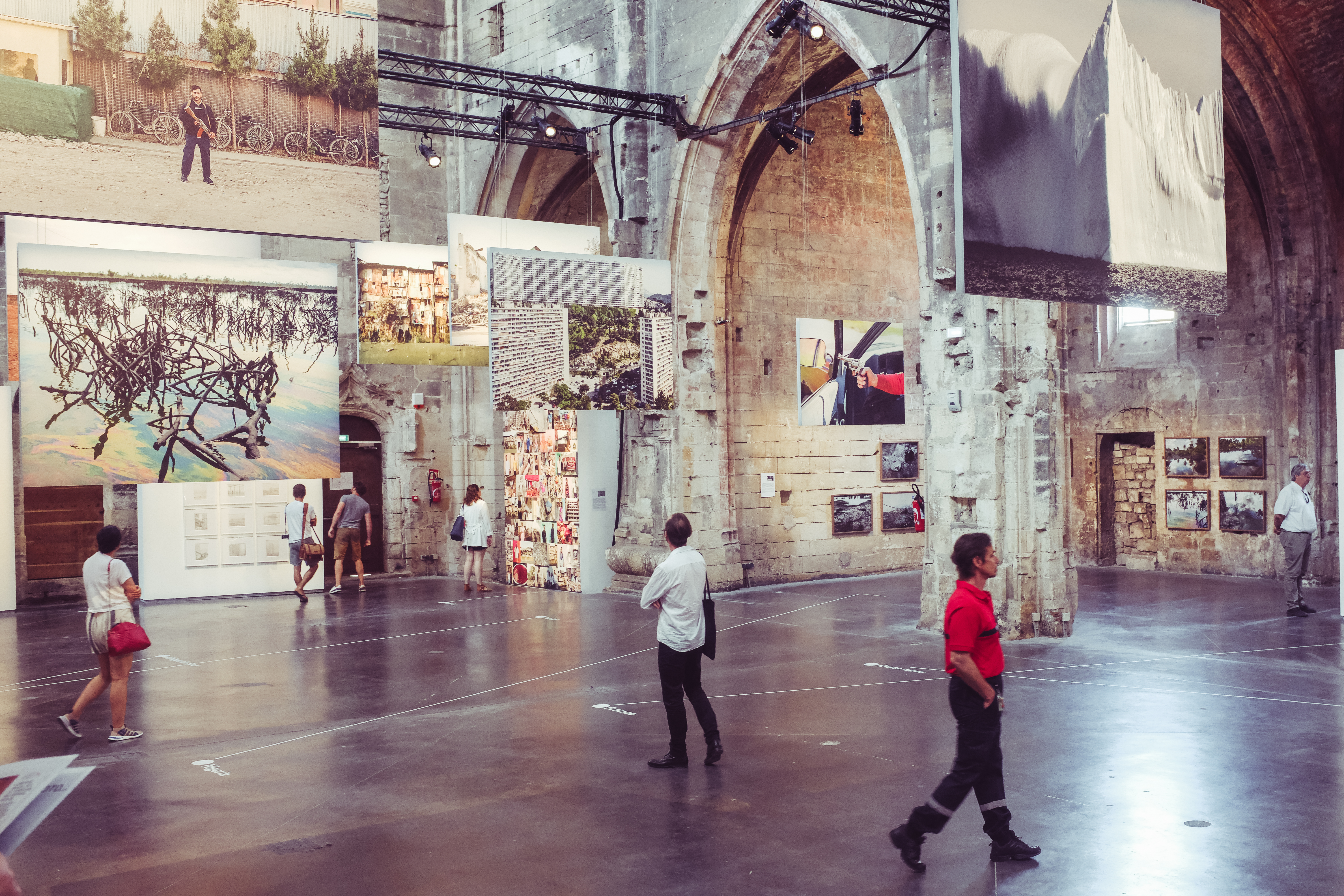
Rencontres d’Arles, 2019

Les Rencontres de la Photographie d’Arles sind ein fester Bestandteil im Kulturkalender der südfranzösischen Stadt Arles. Die Fotoausstellungen finden seit 1970 jährlich in den Sommerwochen von Juli bis August in den historischen Gebäuden der Stadt Arles bzw. in Gebäuden der unmittelbaren Nachbarschaft statt und zeigen Werke international renommierter Künstler und Kunstschaffender.

## Geschichte
Das Festival wurde 1970 von dem Fotografen Lucien Clergue, dem Schriftsteller Michel Tournier und dem Historiker Jean-Maurice Rouquette (1930–1997) unter dem Namen Rencontres internationales de la photographie d'Arles gegründet.
Im Sommer 2012 wurden 74.000 Besucher in 60 Einzelausstellungen gezählt. Laut art gehört das Festival zu den bekanntesten und wichtigsten der Welt. Das Programm ist vielfältig und reicht von Fashion bis hin zu dokumentarischen Ausstellungen. Höhepunkt des Festivals ist die Verleihung des Preises „Rencontres d’Arles Award“.
2016 wurden das renovierte Gebäude im Parc d'Ateliers von Luma Arles als Ausstellungsort eröffnet.

## Preise

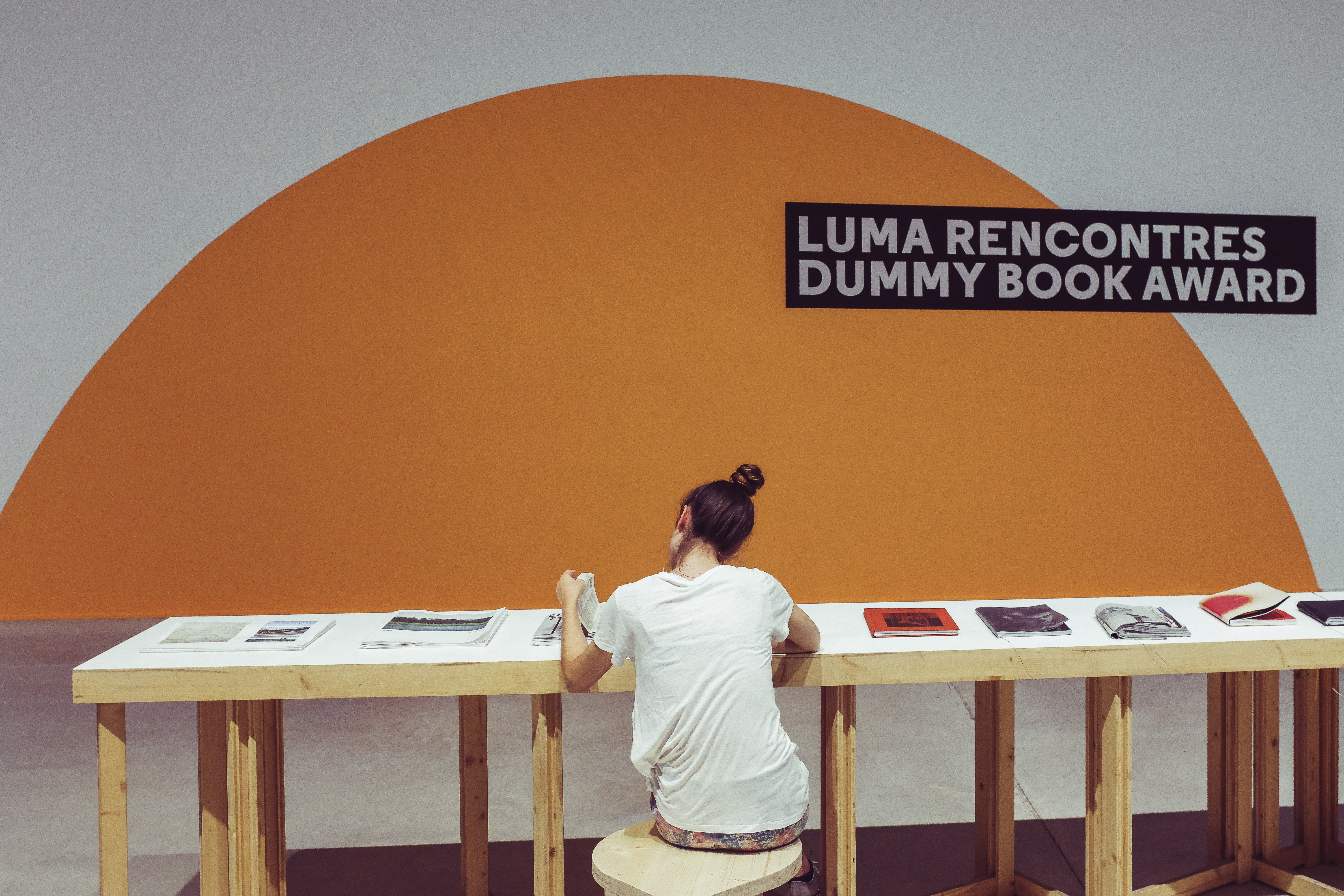
Luma Rencontres Dummy Book Award, 2019

Die Book Awards werden in den Kategorie „Author Book Award“, „Historical Book Award“ und „Photo Test Book Award“ verliehen.
Der Prix Luma Rencotres Dummy Book Award wird seit 2015 verliehen. Ausgezeichnet werden Dummies von Büchern, die noch nicht erschienen sind. Dotiert ist der Preis mit 25.000 Euro.
Seit 2021  wird der Louis Roederer Photography Prize for Sustainability vergeben, der von der Louis-Roederer-Foundation finanziert wird. Ausgezeichnet werden Fotografen, die sich mit den Themen Umweltverträglichkeit und Nachhaltigkeit auseinandergesetzt haben.

## Die Sammlung
Die Collection des rencontres entstand aus Schenkungen der teilnehmenden Fotografen. Sie umfasst inzwischen 3500 Arbeiten von 470 Fotografen (Stand 2022) und dokumentiert die Entwicklung der internationalen Fotografie in den letzten 50 Jahren. Untergebracht ist die Sammlung im Musée Réattu in Arles.